# Maffe
Maffe is een dorp in de Belgische provincie Namen en een deelgemeente van Havelange. Tot 1 januari 1977 was het een zelfstandige gemeente. Maffe ligt zo'n zes kilometer ten zuidoosten van het dorpscentrum van Havelange.

## Geschiedenis
Op het einde van het ancien régime werd Maffe een gemeente. In 1808 werd de buurgemeente Méan opgeheven en bij Maffe aangehecht. In 1887 werd Méan weer afgesplitst als zelfstandige gemeente.

## Demografische ontwikkeling
- Bronnen:NIS, Opm:1831 tot en met 1970=volkstellingen, 1976= inwoneraantal op 31 december
- 1890: Afsplitsing van Méan in 1887

## Bezienswaardigheden

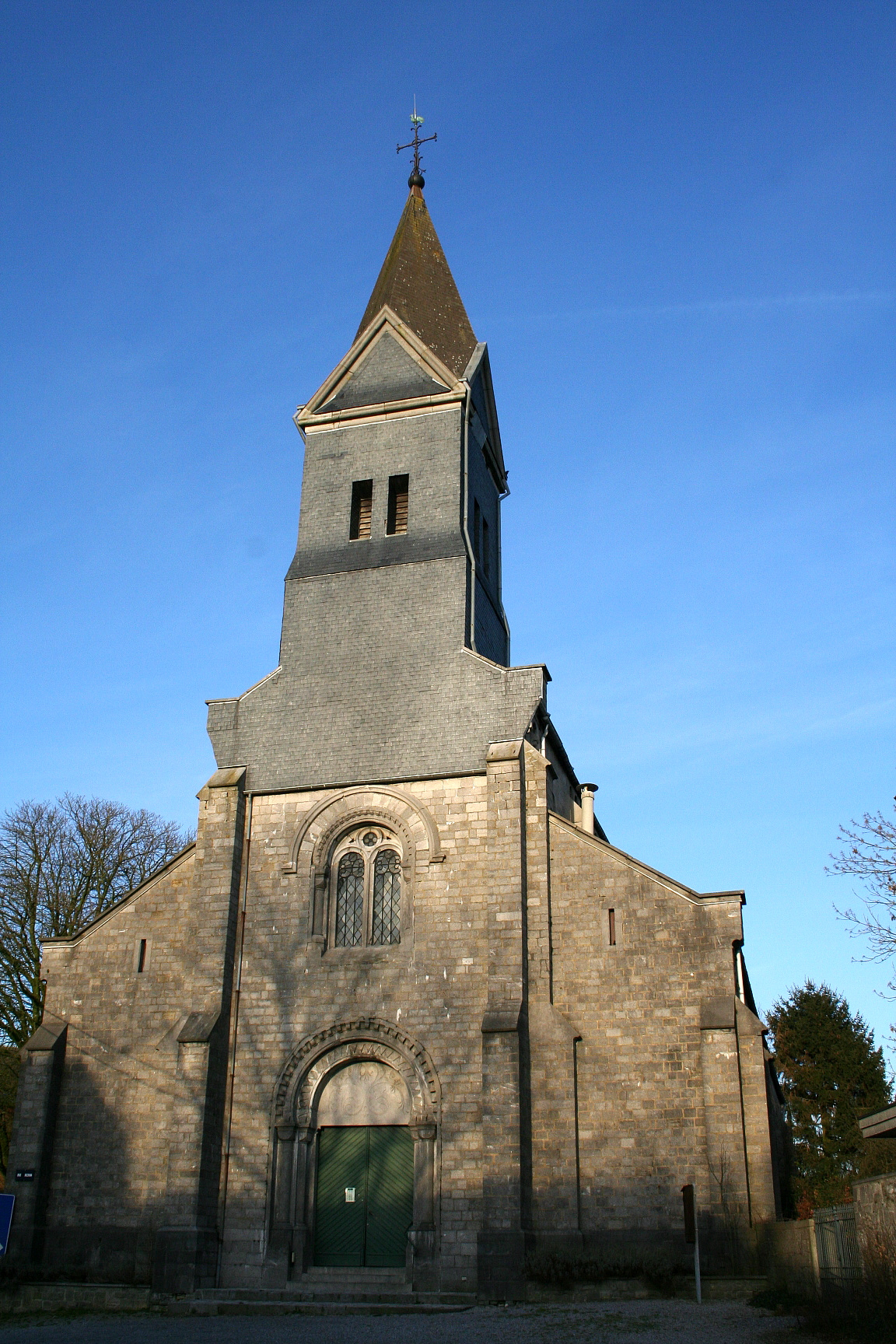
Église Saint-Léger

- de Église Saint-Léger

Deelgemeenten: Barvaux-Condroz · Flostoy · Havelange · Jeneffe · Maffe · Méan · Miécret · Porcheresse · Verlée

Overige dorpen: Barsy · Bassines · Béole · Bormenville · Buzin · Champs-du-Bois · Doyon · Émeville · Failon · Gros-Chêne · Homezée · Montegnet · Ossogne · Rémont

Belgische gemeenten · arrondissement Dinant · provincie Namen · Wallonië